# Kabinett João Figueiredo

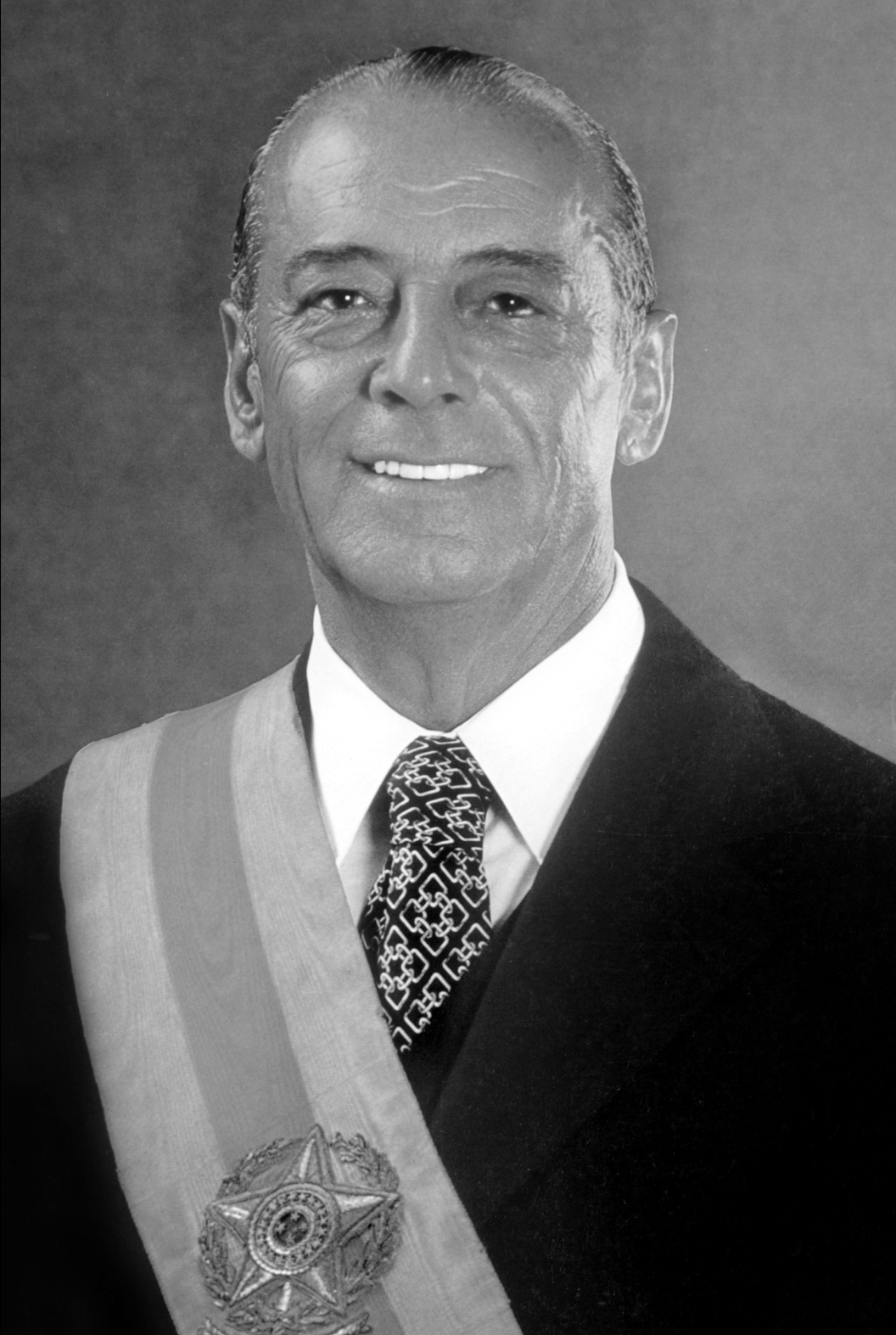
Staatspräsident João Baptista de Oliveira Figueiredo

Das Kabinett João Figueiredo war die Regierung Brasiliens von 1979 bis 1985 und wurde während der Militärdiktatur am 15. März 1979 von Staatspräsident João Baptista de Oliveira Figueiredo gebildet. Es löste das Kabinett Ernesto Geisel ab und blieb  bis zum 15. März 1985 im Amt, woraufhin nach der Wiederherstellung der Demokratie das Kabinett José Sarney gebildet wurde.
| Amt                  | Amtsinhaber                                                      | Amtszeit                      |
| -------------------- | ---------------------------------------------------------------- | ----------------------------- |
| Staatspräsident      | João Baptista de Oliveira Figueiredo                             | 1979–1985                     |
| Vizepräsident        | Aureliano Chaves                                                 | 1979–1985                     |
| Luftfahrt            | Délio Jardim de Matos                                            | 1979–1985                     |
| Landwirtschaft       | Delfim Netto Ângelo Amaury Stábile Nestor Jost                   | 1979 1979–1984 1984–1985      |
| Kommunikation        | Haroldo Corrêa de Mattos                                         | 1979–1985                     |
| Entbürokratisierung  | Hélio Beltrão João Geraldo Piquet Carneiro                       | 1979–1983 1983–1985           |
| Bildung              | Eduardo Portella Rubem Carlos Ludwig Esther de Figueiredo Ferraz | 1979–1980 1980–1982 1982–1985 |
| Streitkräfte         | Walter Pires de Carvalho e Albuquerque                           | 1979–1985                     |
| Finanzen             | Karlos Heinz Rischbieter Ernane Galvêas                          | 1979–1980 1980–1985           |
| Industrie und Handel | João Camilo Penna Murilo Badaró                                  | 1979–1984 1984–1985           |
| Inneres              | Mário Andreazza                                                  | 1979–1985                     |
| Justiz               | Petrônio Portella Golbery do Couto e Silva Ibrahim Abi-Ackel     | 1979–1980 1980 1980–1985      |
| Marine               | Maximiano Eduardo da Silva Fonseca Alfredo Karam                 | 1979–1984 1984–1985           |
| Bergbau und Energie  | César Cals                                                       | 1979–1985                     |
| Planung              | Mário Henrique Simonsen Golbery do Couto e Silva Delfim Netto    | 1979 1979–1985                |
| Sozialversicherung   | Jair Soares Hélio Beltrão Jarbas Passarinho                      | 1979–1982 1982–1983 1983–1985 |
| Auswärtiges          | Ramiro Saraiva Guerreiro                                         | 1979–1985                     |
| Gesundheit           | Mário Augusto Jorge de Castro Lima Waldyr Arcoverde              | 1979 1979–1985                |
| Arbeit               | Murilo Macedo                                                    | 1979–1985                     |
| Transport            | Eliseu Resende Cloraldino Soares Severo                          | 1979–1982 1982–1985           |

Neben den Ministern waren die Sekretariate für Umwelt und für soziale Kommunikation dem Präsidialamt zugeordnet. Ferner waren andere Organe wie das Zivilkabinett, das Militärkabinett, der Chefberater der Regierung, der Generalstab der Streitkräfte und der Nationale Informationsdienst dem Präsidialamt unterstellt.